# Cathédrale du Sacré-Cœur de Jinan
Pour les articles homonymes, voir Cathédrale du Sacré-Cœur.
La cathédrale du Sacré-Cœur de Jinan (ou Tsinan) est une cathédrale catholique qui est le siège de l'archidiocèse de Jinan (province du Shandong) en Chine.

## Historique
Cette cathédrale de style néogothique a été construite par les franciscains entre 1901 et 1905 (et agrandie en 1906), après la révolte des Boxers, et vouée au Sacré-Cœur. Les fonds ont été réunis pour sa construction grâce aux indemnités versées selon le protocole de paix du 7 septembre 1901. C'est la plus grande église de la province.
La cathédrale est construite sur un plan de croix latine avec deux tours en façade. Sa superficie est de 1 650 m2 et elle peut accueillir 800 fidèles.
Elle a été fermée à partir de 1966 à cause de la révolution culturelle et vandalisée. Elle a rouvert le jour de Noël 1985. Elle est inscrite au patrimoine culturel protégé de la province en 1992.
La cathédrale est située entre la place Hongjialou et le campus de l'université du Shandong. Le séminaire du Saint-Esprit, qui a ouvert en 1998, se trouve juste à côté.

## Illustrations

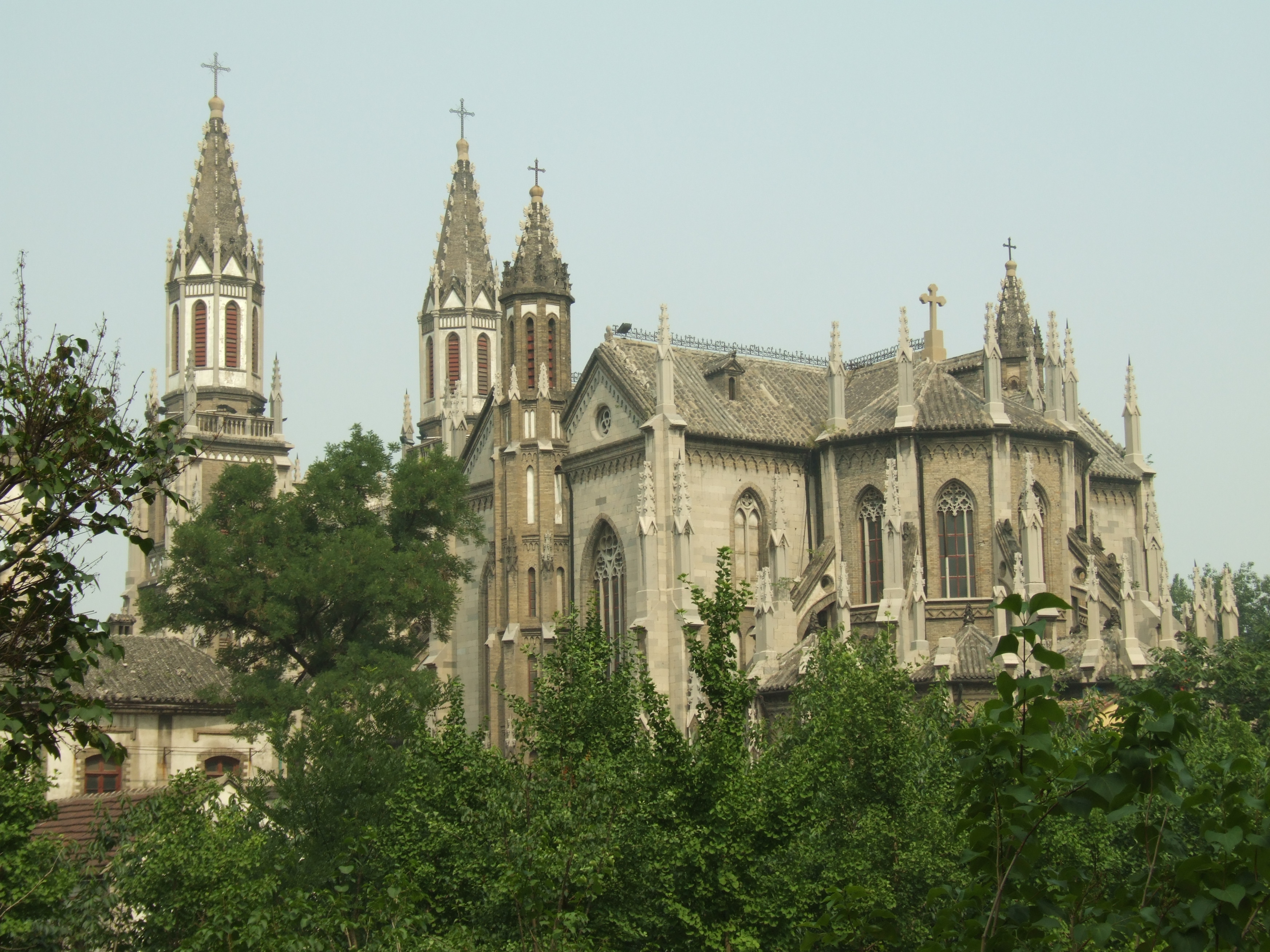
Vue de la cathédrale à partir du campus de l'université
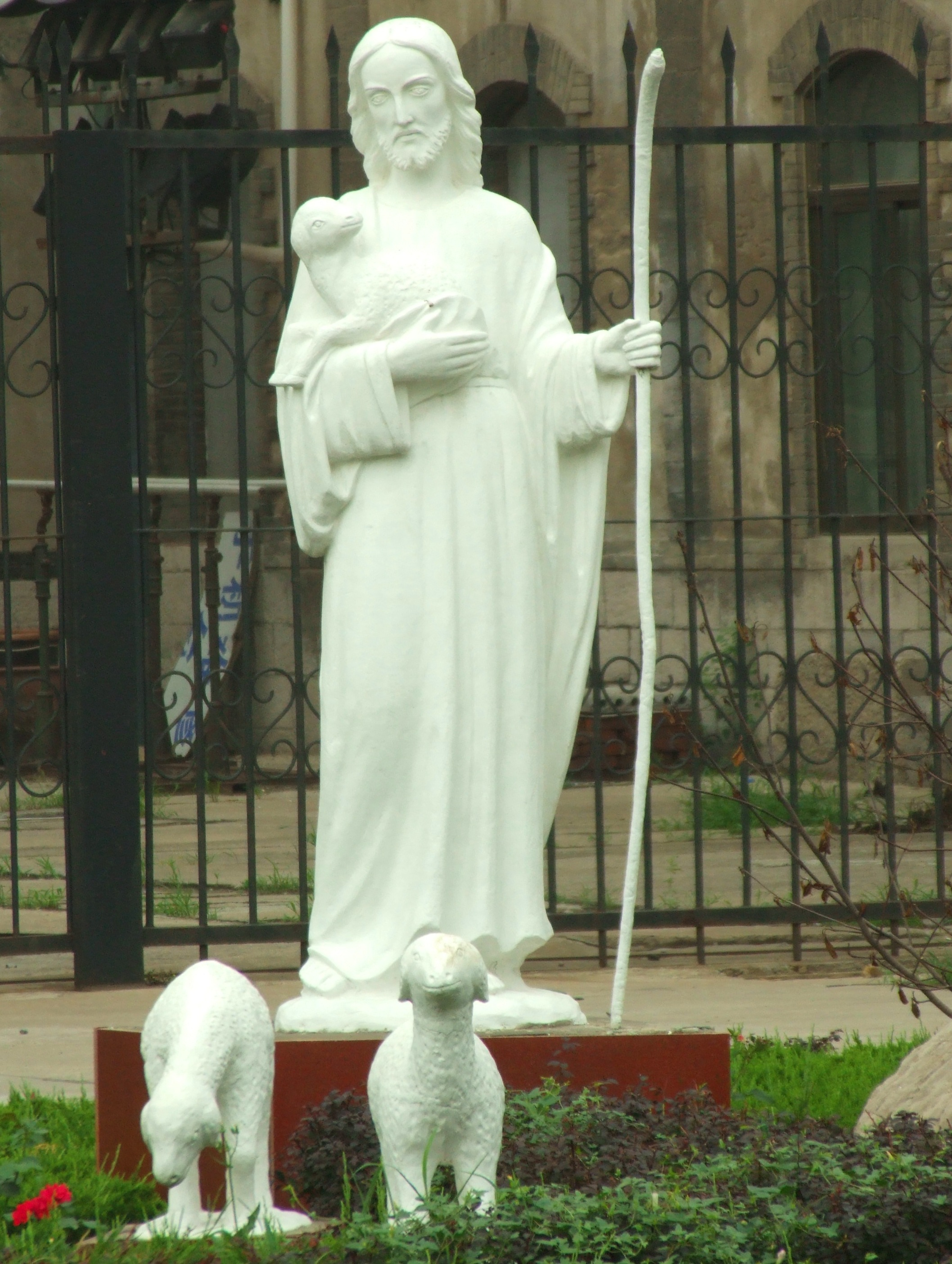
Statue de Jésus en Bon-Pasteur, devant la cathédrale
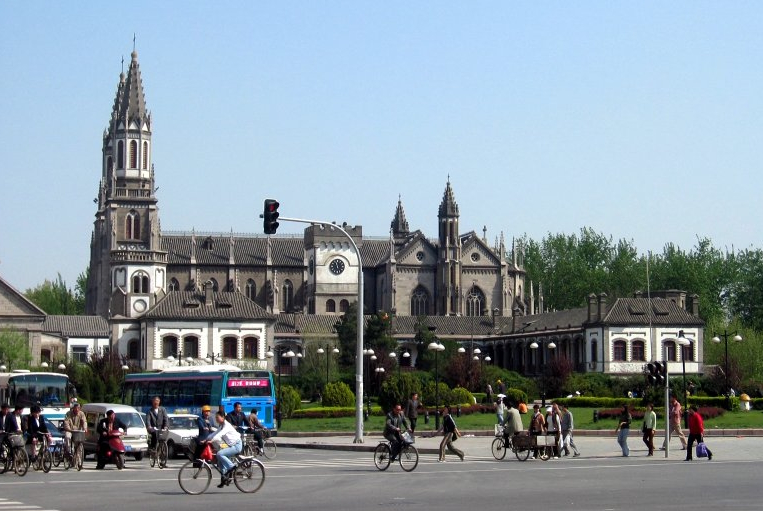
Vue de la cathédrale à partir de la place Hongjialou
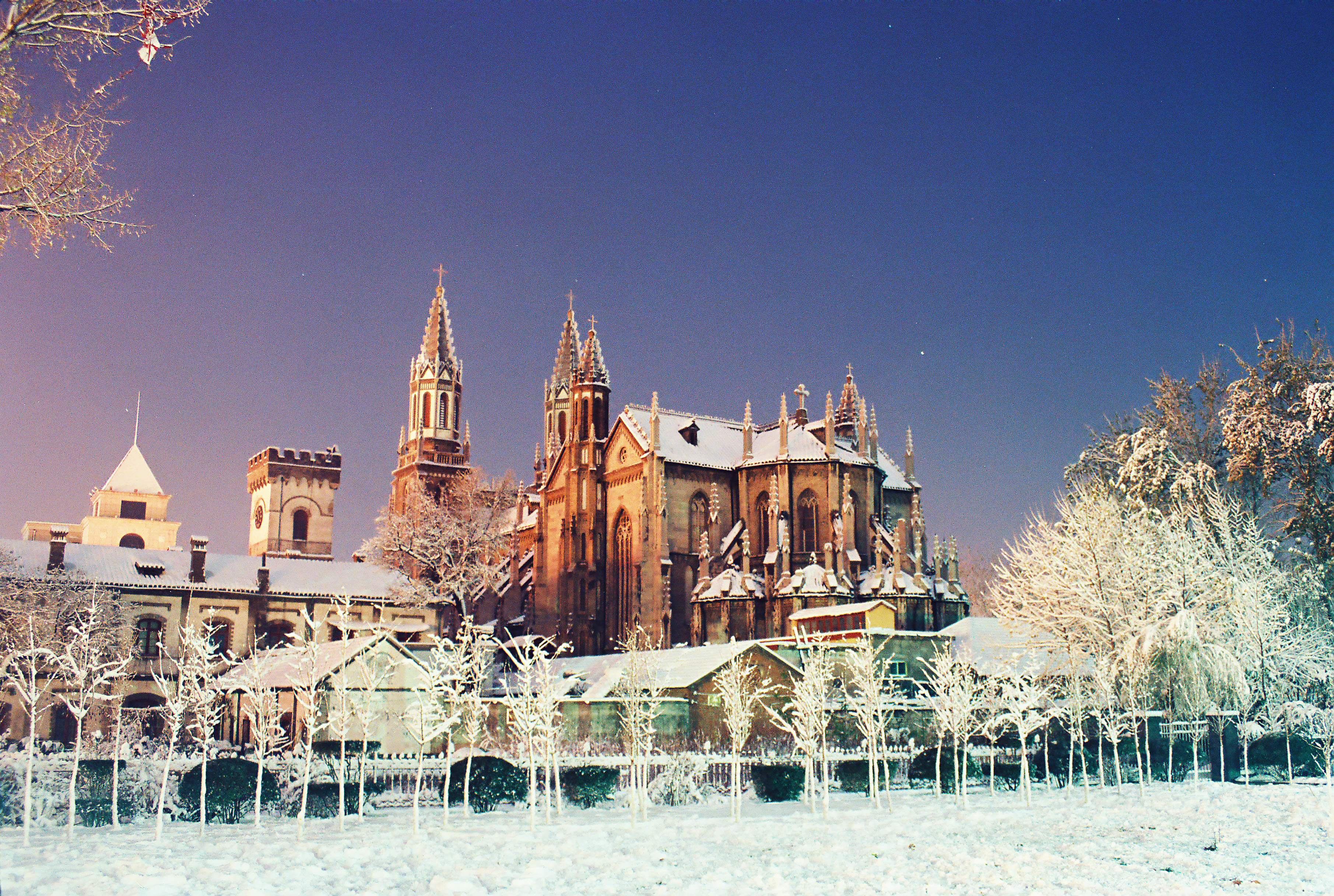
La cathédrale sous la neige
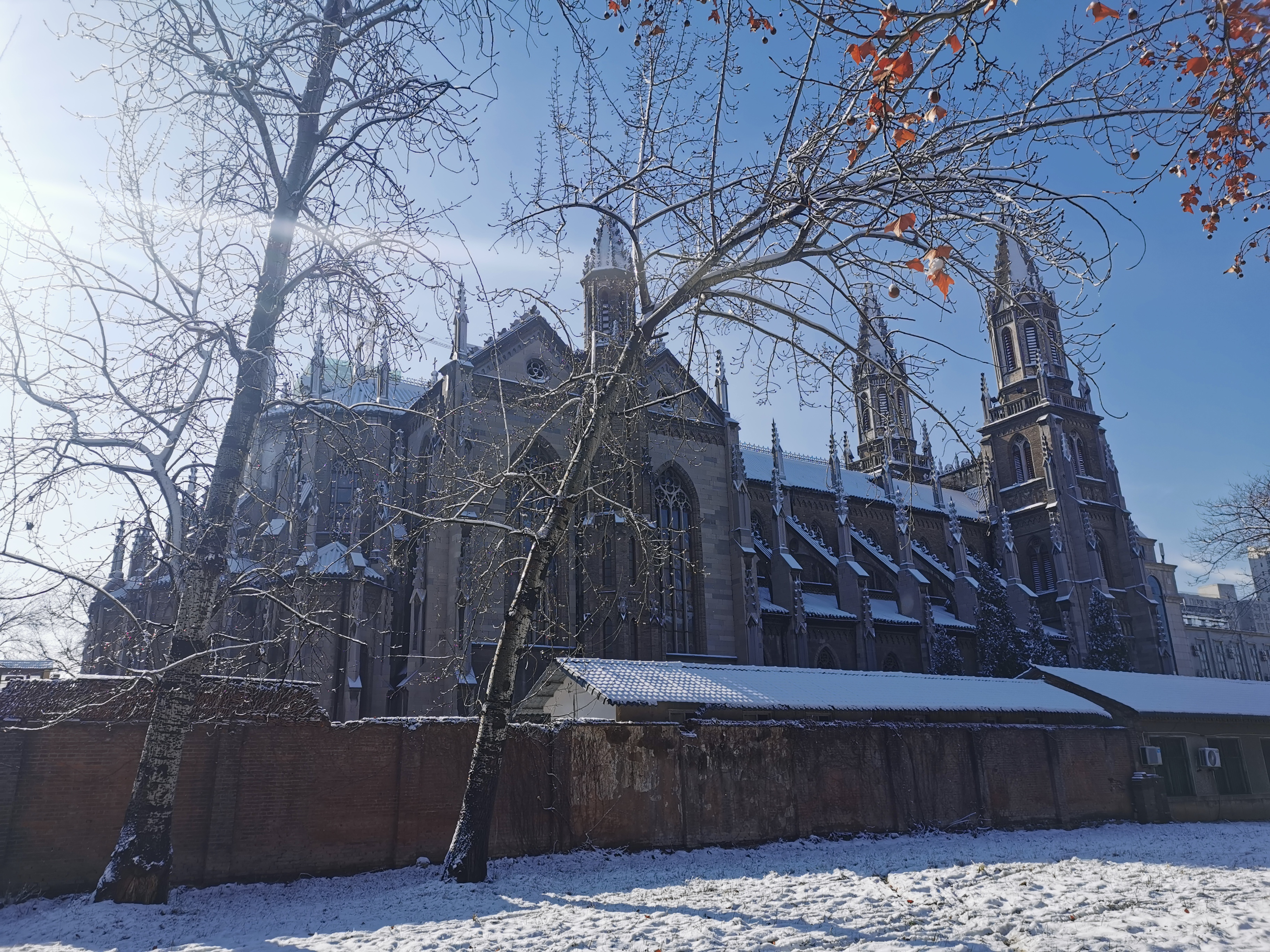
Cathédrale du Sacré-Cœur de Jinan

## Source
- (en) Cet article est partiellement ou en totalité issu de l’article de Wikipédia en anglais intitulé « Sacred Heart Cathedral (Jinan) » (voir la liste des auteurs).